# Erik Scheller
Erik Daniel Scheller, född 5 juni 1987 i Kristinehamns församling, Värmlands län, är en svensk politisk tjänsteman. Han är statssekreterare på Arbetsmarknadsdepartementet hos Arbetsmarknadsminister Johan Britz sedan 2025. 
Han har tidigare varit statssekreterare hos dåvarande Skolminister Lotta Edholm, samt hos Johan Pehrsson under dennes tid som först Arbetsmarknads- och integrationsminister och senare Utbildningsminister. 
Före regeringsskiftet 2022 var Erik Scheller bland annat biträdande chef för Liberalernas samordningskansli på Statsrådsberedningen under Januariavtalet samt stabschef hos dåvarande partiledaren för Liberalerna Nyamko Sabuni.
Erik Scheller är ensam om att ha deltagit i slutförhandlingarna av både Januariavtalet och Tidöavtalet.